# 高橋あすか
高橋 あすか（たかはし あすか、1986年10月4日 - ）は、日本のシンガーソングライター。

## 人物
- 1986年10月4日生まれ、天秤座のA型。
- 本名：井﨑 明日香（いざき あすか）
- 長野県須坂市出身、長野市在住。
- 身長164.5cm
- 2006年1月、趣味として作詞作曲・鍵盤弾き語りをはじめる。
- 2007年8月、長野INDIA live the SKYでライブハウスデビュー。
- 2010年4月より、abn長野朝日放送「TVブログ まいる～む」のパーソナリティーを担当。以後、県内番組フリーリポーターとして活動。
- 2014年、マジックエアリスト日向大祐とエンターテイメントユニットSoLa（ソラ）を結成[1]。
- 2018年3月、幼稚園教諭として就職するため、番組リポーターを引退。ライブ活動も休止することとなる。
- 2019年1月、パニック障害の悪化をきっかけに幼稚園教諭を退職していたことを発表し、ライブ活動を再開する。

## エピソード
- 趣味はピアノ、１人でのティータイム。
- 好きな食べ物は納豆とアップルパイ。嫌いな食べ物は梅干し。
- 花粉症、そばアレルギー、春雨アレルギー、ビールアレルギーである。
- 幼稚園教諭二種免許、保育士資格、リトミック指導者資格を持っている。
- スヌーピーとシルバニアファミリーが好き。
- 自称「永遠の19歳」。

## ディスコグラフィー
- 1stミニアルバム「Smile」（2009年1月14日）※600枚完売
  1. 夏の夜空に
  2. 子すずめ
  3. 黒ブチめがね
  4. テディ
- 2ndミニアルバム「赤いリボン」（2011年9月4日）
  1. 月の下
  2. 記念日
  3. オマモリ
  4. 明日の光
  5. 赤いリボン
- 1stシングル「COLOR NOTE」（2014年5月16日）
  1. カラーノート
  2. 水玉もよう
  3. スイフヨウ
  4. Bonus track.ハレルヤ (CMmix)

## 現在の出演・担当番組

### テレビ
- 長野朝日放送 「キンシネ」（2014年11月 - 、毎月第3・5金曜日放送）
- LCV-TV「高橋あすかのアウトドア体験番組〜自遊にChallenge〜」（2013年10月 -、第2・第4木金日曜日繰り返し放送、月1回更新）
- LCV-TV「かんなび！」（2013年4月 - 、現在不定期放送）

## 過去の出演・担当番組

### テレビ（過去）
- 長野朝日放送「TVブログ まいるーむ」（2010年4月 - 2013年3月、隔週金曜日 深夜25:10 - 25:20）
- LCV-TV「諏訪巡礼〜心のふるさとを巡る〜」（2011年6月 - 2013年4月、毎週日曜日、月曜日）
- NHK長野総合テレビ 「ひるとく」ゲスト出演（2009年3月、2010年4月、2012年1月、2014年11月）
- LCV-TV「スタジオコンサート」ゲスト出演（2009年6月、2011年6月）
- テレビ松本 信大テレビ「CrudeMusic」ゲスト出演（2010年1月）
- LCV-TV「桜のある風景2012」（2012年5月）

### ラジオ
- LCVラジオ 「ヒナタジュンのうたうたい亭」ゲスト出演（2008年10月11日、12月20日、2009年2月7日）
- LCVラジオ 「花火ラジオ」18時間生放送 ゲスト出演（2009年8月15日）
- FM西東京 「はなこがねいろ」ゲスト出演（2009年5月13日）
- SBCラジオ 「さやかのSmileySmile」ゲスト出演（2009年5月）
- FM長野「echoes」ゲスト出演（2011年2月）
- LCVラジオ 「諏訪湖ラジオランチ」ゲスト出演（2011年9月）
- FM長野「週刊すざか Magazine」ゲスト出演（2011年11月）
- FM西東京 「Radio TLive〜スタジオdeライブ〜」ゲスト出演（2012年2月24日、3月2日、2014年5月2日、5月9日）